# Quando muori resta a me
Quando muori resta a me è un romanzo a fumetti autobiografico di Zerocalcare pubblicato da BAO Publishing il 7 maggio 2024.
Il libro approfondisce per la prima volta la figura del padre, sempre relegato a personaggio marginale nelle opere precedenti, e del suo rapporto con Zerocalcare, affrontando le difficoltà di comunicazione fra i due protagonisti che non riescono ad esternare le proprie emozioni secondo il classico stereotipo maschile. Come tematiche trattate si riallaccia a Dimentica il mio nome dove ad essere affrontata era la storia della famiglia materna.
Il titolo è una rielaborazione di una delle frasi spesso ripetute dal padre, «Quando muoio resta a te», riferite al fatto che dopo la sua morte tutte le sue cose sarebbero state ereditate dal figlio.

## Trama
Nel 1988, quando Zerocalcare ha quattro anni, in una notte temporalesca vede il padre Ping-Ping tornare a casa sconvolto e totalmente bagnato; al bambino racconta di aver combattuto contro Mer-Man, antagonista della serie He-Man, di cui Zerocalcare è appassionato. 
Nel presente, Zerocalcare accompagna Ping-Ping a Merìn, un paesino sperduto sulle Dolomiti, per verificare un guasto alle tubature della vecchia casa di famiglia. Durante il viaggio, l'autore rievoca il rapporto con il padre, da sempre segnato dall'incomunicabilità tra loro, esacerbata dal divorzio che ha portato Zerocalcare a frequentare il padre solo per pochi giorni alla settimana da quando era piccolo; ciò, soprattutto nell'adolescenza, ha portato l'autore a distaccarsi notevolmente da Ping-Ping, anche a causa della mancanza di interessi in comune.
A Merìn, i due si riuniscono con Marla, un'amica di vecchia data di Ping-Ping; Zerocalcare si accorge che alcuni abitanti del posto sembrano nutrire una forte ostilità nei suoi confronti, inoltre l'Armadillo immaginario che incarna la sua coscienza assume un aspetto sempre più macabro e gli rinfaccia ripetutamente quanto la sua esistenza sia vuota rispetto a quella degli altri. 
In parallelo alla storia principale, viene raccontato un flashback narrato dal punto di vista di Ezzelino Campel, un abitante di Merìn nel 1909. Lui e gli altri abitanti della cittadina nutrivano una forte ostilità reciproca con il paese di Larai ed erano capitanati dal carismatico Giglio, bisnonno di Zerocalcare. Durante la Grande Guerra, molti uomini di Merìn vennero chiamati a combattere in trincea e diversi morirono al fronte. In un'occasione, Ezzelino salvò la vita a Giglio spingendolo via prima dell'esplosione di una granata, ma rimase gravemente sfigurato e menomato a una gamba. In seguito, Giglio si trasferì a Roma e promise a Ezzelino di trovargli un lavoro nella capitale. Ezzelino conrtinuò a credere alla promessa di Giglio che nel frattempo aveva chiamato a Roma tutti i loro amici, ma quando Giglio iniziò a chiamare gli abitanti di Larai capì che l'amico l'aveva tradito. Consumato dal rancore e ormai morente per la tisi Ezzelino andò a morire sotto casa di Giglio dopo averlo maledetto per il suo tradimento. Tale odio verso Giglio e i suoi antenati è stato tramandato attraverso i suoi discendenti, che accusano Giglio di aver portato la loro famiglia alla rovina.
Nel presente Zerocalcare, tormentato dall'angoscia inculcatagli dal presunto Armadillo, va in un'osteria e viene aggredito dai discendenti di Ezzelino, prima che Marla intervenga a difenderlo. Marla rivela poi all'autore che lei e Ping-Ping avevano stretto amicizia durante gli anni di piombo, partecipando a diverse proteste violente e scontri armati contro le autorità; Ping-Ping aveva deciso di lasciare l'ambiente dopo essersi sposato, per il bene del figlio in arrivo. Marla era stata costretta a scappare a Merìn per sfuggire all'arresto della polizia, per il suo ruolo durante le sommosse.
Tornato a casa, Zerocalcare viene nuovamente affrontato dal presunto Armadillo, il quale gli rinfaccia come tutti i suoi amici e conoscenti abbiano avuto dei figli, tranne lui. L'autore telefona alla sua amica Sarah per ricevere conforto e lei gli dice che non deve sottomettersi alle aspettative degli altri, ma decidere per conto proprio quello che vuole.
La mattina dopo, Zerocalcare scopre che la creatura che credeva l'Armadillo in realtà è una versione mostruosa di Mer-Man. Nel 1988, la madre dell'autore aveva comunicato a Ping-Ping la sua intenzione di divorziare a causa dei continui litigi e lui aveva presumibilmente trascorso ore sotto la pioggia in uno stato demoralizzante; Mer-Man rappresentava la paura di Ping-Ping di perdere il rapporto con il figlio. Nel presente, Ping-Ping e Zerocalcare affrontano il mostro insieme e lo sconfiggono, ma nel combattimento la casa di famiglia prende fuoco. Zerocalcare riconosce che dovrà fare i conti per il resto della vita della pesante eredità familiare.
L'autore e Ping-Ping tornano a casa; Zerocalcare riconosce che, nonostante l'esperienza vissuta, il loro rapporto rimarrà invariato.

## Ambientazione

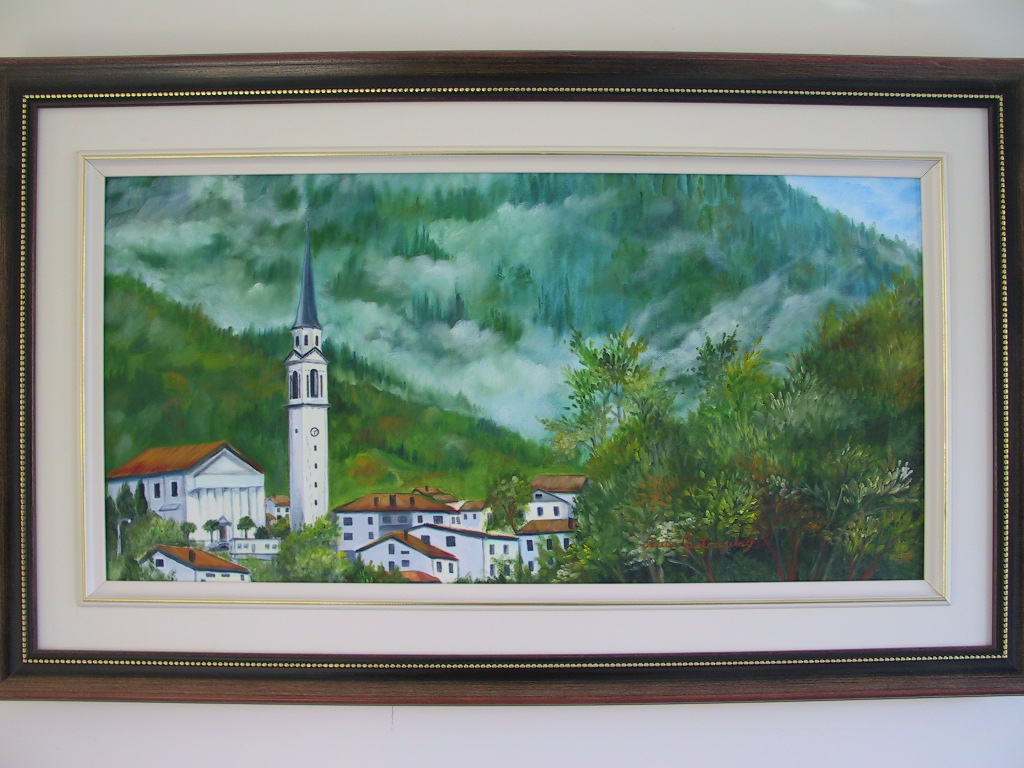
Veduta di Seren del Grappa

La storia è ambientata principalmente a Merìn, immaginario paese sulle Dolomiti che è in realtà ispirato a Seren del Grappa, luogo d'origine dei nonni paterni di Zerocalcare. La rivalità fra Merìn e Larai, è quella tra Seren e la frazione di Rasai: infatti anche il campanile di Seren manca dell'orologio sul lato che guarda a valle per dispetto agli abitanti di Rasai.. Il bisnonno dell'autore, Leonida Rech, a cui è intitolata la scuola del paese, è stato realmente un imprenditore edile, mentre il personaggio di Marla è un personaggio di fantasia utilizzato dall'autore come espediente letterario per smuovere l'intreccio e raccontare il passato del padre.

## Accoglienza

### Pubblico
Il romanzo ha avuto un buon successo di pubblico, debuttando al primo posto nella classifica delle vendite redatta da GfK, rimanendo nella top-10 per otto settimane di fila e classificandosi al decimo posto nella classifica dei libri più venduti in Italia nel 2024.

### Critica
Wired ha inserito il libro al primo posto nella classifica dei migliori fumetti e graphic novel del 2024, definendolo «il libro più personale di Zerocalcare, quello in cui l'autobiografia si fa assoluta e significativa di per sé» e lodando lo stile «asciutto e essenziale» e la capacità di «contaminare i generi, oltre i soliti stilemi: le citazioni pop tipiche della sua narrativa sono in qualche modo contenute, controllate, in favore di un lirismo che sfocia nel dramma storico, nel thriller e persino nell'horror.».
Enrico Zappatore su il Mulino ha invece rilevato che la storia e i personaggi mancano di profondità, e che «Leggendo non si riesce mai davvero a sbarazzarsi dell’idea che Quando muori resta a me ricordi certi pretenziosi memoir in cui al racconto delle umiliazioni, dei fallimenti, delle privazioni di una vita si sostituisce il racconto di una fantasmatica crisi tramato però di minimi intoppi, di ostacoli che non sembrano, che non sono, davvero insormontabili».
Andrea Fiamma su Fumettologica ha recensito positivamente il libro, notando come alcune scelte della storia abbiano portato l'autore-personaggio a riflettere sulla propria carriera: «Zerocalcare problematizza il sé disegnato come dato simbolico e insieme fisico. Si sente forse a suo agio nel togliere la patina di finzione, la caricatura, la semplificazione, e nel cercare la complessità del reale, mettendo in questione la mediazione che ha operato in tutti questi anni di attività».